# Philippe Erlanger
Philippe Erlanger (París, 11 de julio de 1903 - Cannes, 23 de noviembre de 1987) fue un alto funcionario, escritor y biógrafo francés.

## Biografía
Hijo del compositor Camille Erlanger y de la escritora y guionista Irène Hillel-Manoach, obtuvo los grados de Literatura y Derecho y un diploma de la École libre des sciences politiques .
Fue nombrado secretario general (1930-1938) y luego director (1938) de la Asociación Francesa de Acción Artística, cargo que ocupó hasta 1968. Al mismo tiempo, fue jefe del departamento de intercambio artístico del Ministerio de Asuntos Exteriores (1946-1968) con el título de ministro plenipotenciario jubilado a su salida del Quai d'Orsay. Alto funcionario destinado en varios ministerios, fue también inspector general del Ministerio de Educación Nacional (1960-1967). Organizó numerosas exposiciones y giras teatrales ( Louis Jouvet, Jean-Louis Barrault, Jean Vilar, etc.).

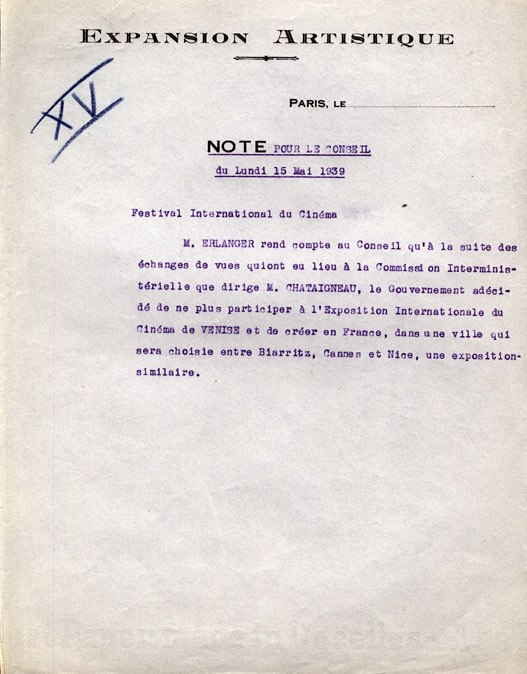
En 1939, Philippe Erlanger informó de la decisión del gobierno francés de no participar más en el Festival de Cine de Venecia, sino de organizar su propio festival en Biarritz, Cannes o Niza.

Fue él quien tuvo la idea del Festival de Cannes en 1939, como reacción al descrédito cubierto por el Festival de Cine de Venecia que premió, en 1938, el documental de Leni Riefenstahl Los dioses del estadio, bajo la influencia del nazismo., empatado con una película supervisada por el hijo de Mussolini . Presente en Venecia, puede anunciar el lanzamiento de una iniciativa competitiva, con la aprobación de su ministro supervisor, Jean Zay, ministro de Educación Pública y de Bellas Artes. La ciudad de Cannes es elegida por su placer y sol. Primer delegado general del festival (1946-1951), Philippe Erlanger también fue miembro del jurado en 1953 y 1954 . En 1956 eliminó Nuit et Brouillard de Alain Resnais de la selección del festival de Cannes para no ofender a Alemania. Siguió siendo presidente honorario del Festival de Cine de Cannes hasta su muerte en 1987.
Crítico de arte, periodista y escritor, Philippe Erlanger ha publicado numerosas biografías (ver más abajo). Basada en algunos cronistas y autores de memorias de la época, destaca un personaje histórico con predilección por el XVIXVI . Y siglo 17 siglos, desde una perspectiva estrictamente sucesoria. Sus libros han sido a menudo éxitos populares. Su biografía de Luis XIV obtuvo gran éxito.
Le Régent (1938) fue una biografía de Philippe d'Orléans (1674-1723). En esta biografía, Erlanger destaca la fulgurante vida de la hija mayor del regente, la duquesa de Berry, cuya afición al libertinaje y embarazos clandestinos nutrió la crónica escandalosa de la Regencia.
En el cine, fue coguionista de María Antonieta, reina de Francia ( 1956 ), presentada en la selección oficial del Festival de Cannes, y de La toma del poder de Luis XIV ( Roberto Rossellini, 1966 ).
El conjunto de su obra recibió el premio Marie-Eugène Simon-Henri-Martin de la Academia Francesa en 1957 y recibió el premio a la influencia de la lengua y la literatura francesas en 1962 . También fue galardonado con la Legión de Honor en 1970 .

## Obras

### Novelas
- El cisne rojo, novela, París, 1929
- El Invencible, novela, París, 1930

### Historia
- Marguerite d'Anjou, reine d'Angleterre, París, Émile Paul, 1931.
- La Jeunesse d'Henri III, París, Émile Paul, 1933.
- La Fin des Borgia, París, Émile Paul, 1934.
- Henri III, París, Gallimard, 1935.
- Le Régent, París, Gallimard, 1938.
- Charles VII et son mystère, París, Gallimard, 1945.
- Louis XIII, París, Gallimard, 1946.
- George Villiers, duc de Buckingham, París, Gallimard, 1951.
- Monsieur, frère de Louis XIV, París, Hachette, 1953; premio des Neuf 1954.
- Diane de Poitiers, déesse de la Renaissance, París, Gallimard, 1955.
- L'étrange mort de Henri IV ou les Jeux de l'amour et de la guerre, París, Amiot-Dumont, 1957.
- P.L.M. a cent ans, París, Lang, 1958.
- La Vie quotidienne sous Henri IV, París, Hachette, 1958, premio Albéric-Rocheron 1960.
- Louis XIV [au jour le jour], París, La Table ronde, 1960.
- Le Massacre de la Saint-Barthélemy, París, Gallimard, 1960.
- La Rose sanglante. Marguerite d'Anjou, París, Perrin, 1961.
- Catherine de Médicis, 1962.
- Aventuriers et Favorites, París, Perrin, 1963.
- « Jeanne d'Arc et son mystère », in La Revue de Paris, marzo de 1963.
- Louis XIV, París, Fayard (collection Les grandes études historiques), 1965; [2]
- Richelieu, París, Perrin, 1967.
- Amours et Secrets de Marie Stuart, París, Hachette, 1967.
- Clemenceau, París, Grasset, 1968.
- Les Idées et les Mœurs au temps des rois, París, Flammarion, 1970.
- L'Empereur insolite, Rodolphe II de Habsbourg, 1552-1612, París, Albin Michel, 1971.
- La Monarchie française, 10 vol., París, Tallandier, 1971.
- La Reine Margot ou la Rébellion, París, Le Club français du livre, 1972.
- Louis XIII : le stoïcien de la monarchie, París, Perrin, 1972.
- Cinq-Mars ou la Passion et la Fatalité (Le Mignon du Roi), París, 1973.
- Gabrielle d'Estrées, femme fatale, París, 1975.
- La France sans étoile : souvenirs de l'avant-guerre et du temps de l'occupation, París, Plon, 1974.
- Madame de Longueville : de la révolte au mysticisme, París, Perrin, 1977.
- Philippe V d'Espagne : un roi baroque esclave des femmes, París, Perrin, 1978.
- Charles Quint, París, Perrin, 1980.
- Henri VIII : un dieu anglais aux six épouses, París, Perrin, 1982.
- Le Dernier Âge d'or de la monarchie, 1887-1914, París, Perrin, 1984 (Aussi appelé "Le Crépuscule des rois")
- Ninon de Lenclos et ses amis, París, Perrin, 1985.
- Isabelle la catholique, París, Perrin, 1987.

### Arte
- Les Peintres de la réalité, París, Éditions de la galerie Charpentier, 1946.
- La Peinture vénitienne, de Bellini à Véronèse, París, 1953.

### Otros
- La Loire, du Mont Gerbier-de-Jonc à l'Océan, Paris, Éditions des Deux-Mondes, 1959

### Guiones
- Marie-Antoinette reine de France, film de Jean Delannoy, coécrit avec Jean Delannoy, 1955
- La Prise de pouvoir par Louis XIV, film de Roberto Rossellini, 1966[3]
- L'exécution du Duc de Guise, téléfilm de Pierre Bureau, 1971
- Les Grandes Conjurations, mini-série de Jean-Pierre Decourt, épisode Le Connétable de Bourbon, 1978

## Adaptaciones
- Richelieu, le Cardinal de Velours, mini-série de Jean-Pierre Decourt, 1977, d'après son roman Richelieu

### Premios
- Academia Francesa:[4]
  - Premio Montyon (1947)
  - Premio Marie-Eugène Simon-Henri-Martin (1957)
  - Premio Albéric-Rocheron (1960)
  - Premio a la influencia de la lengua y la literatura francesas (1962)
  - Gran Premio Gobert, para Georges Clemenceau (1969)
- Otros :
  - Gran Premio Literario del Consejo General del Sena (1963)
  - Premio Embajadores (1966)